# Dorfkirche Schwanebeck (Panketal)
Die Dorfkirche Schwanebeck ist ein spätromanischer Feldsteinbau aus dem 13. Jahrhundert im Ortsteil Schwanebeck der Gemeinde Panketal bei Berlin. Sie steht unter Denkmalschutz. Die Kirchengemeinde gehört zum Kirchenkreis Berlin Nord-Ost der Evangelischen Kirche Berlin-Brandenburg-schlesische Oberlausitz.

## Geschichte
Die ursprüngliche Saalkirche aus behauenen Feldsteinen mit gerader Balkendecke und Flachdach entstand im 13. Jahrhundert als Dorfmittelpunkt auf dem Anger. Um 1350 erhielt das Kirchengebäude auf der westlichen Giebelseite auf einem Feldsteinsockel einen ersten Fachwerk-Kirchturm. Die nächsten Erweiterungsbauten im 15. Jahrhundert beinhalteten den Einbau von Gewölben im Kirchenraum, wodurch das Dach spitzgieblig erhöht wurde. Auf der Ostseite baute die Kirchengemeinde einen eingezogenen quadratischen Chorraum an. Im Jahr 1480 erhielt die Dorfkirche einen geschnitzten Flügelaltar.
Im beginnenden 17. Jahrhundert weisen die Kirchenbücher den Einbau von seitlichen Emporen aus. Im 19. Jahrhundert, als die Bevölkerungszahl in Schwanebeck in die Höhe schnellte, wurde auf der Ostseite noch eine Doppelempore eingebaut, auf der erstmals auch eine Orgel Platz fand. Bei diesen Arbeiten erhielt das Kirchengebäude auch größere Fenster. Erst 1889 wurde der frühere hölzerne Kirchturm durch einen massiven Steinbau ersetzt.
Zum Ende des Zweiten Weltkriegs mussten zwei der drei Bronzeglocken als Metallspende des deutschen Volkes für Kriegszwecke abgeliefert werden. Bei den Kämpfen 1944/1945 zerstörte die Wehrmacht die Turmspitze und die Orgel wurde auch zerstört.
Nach dem Krieg, in den späten 1940ern konnte die Turmspitze repariert und das Kirchendach mit Schiefer neu eingedeckt werden. Die Orgel der Gebrüder Jehmlich aus Dresden wurde nach Reparatur zu ebener Erde im Kirchenschiff aufgestellt.
Wie in vielen evangelischen Kirchen erfolgten in den 1960er Jahren Vereinfachungen des Kircheninneren, insbesondere wurden die Wände im Innenraum mit weißer Farbe übermalt.
Ein kurz nach der Wende in Auftrag gegebenes Baugutachten betonte dringenden Handlungsbedarf zur Trockenlegung des Mauerwerks.
Im Jahr 2001 gründete sich ein Kirchenförderverein, der sich um den Erhalt beziehungsweise die Sanierung und Restaurierung des Gotteshauses erfolgreich bemühte. Dringend war auch das Außenmauerwerk des Kirchturms zu sanieren, was bis 2007 gelang. Die benötigte Summe von fast 58.000 Euro stammte aus nicht näher bezeichneten Fördertöpfen des Landes Brandenburg und 10.000 Euro trug der Förderverein aus eingeworbenen Spendengeldern bei. Das Kircheninnere wurde zur gleichen Zeit rekonstruiert. Des Weiteren konnten in kleinen Jahresschritten mit Eigenmitteln der Kirchengemeinde, mit Hilfen der zuständigen Gemeinde Panketal, des Landes Brandenburg und mit persönlichen Aktivitäten unter anderem folgende Maßnahmen realisiert werden: Einbau von belüfteten Fenstern zur Verringerung der Luftfeuchte, Austausch von Fensterbänken und Fensterglas, Neubegrünung der Außenfläche, Reparaturen an der Turmuhr, den Schallluken, der Treppe und die Erneuerung des weißen Innenanstrichs.

## Baubeschreibung, Ausstattung und Weiteres

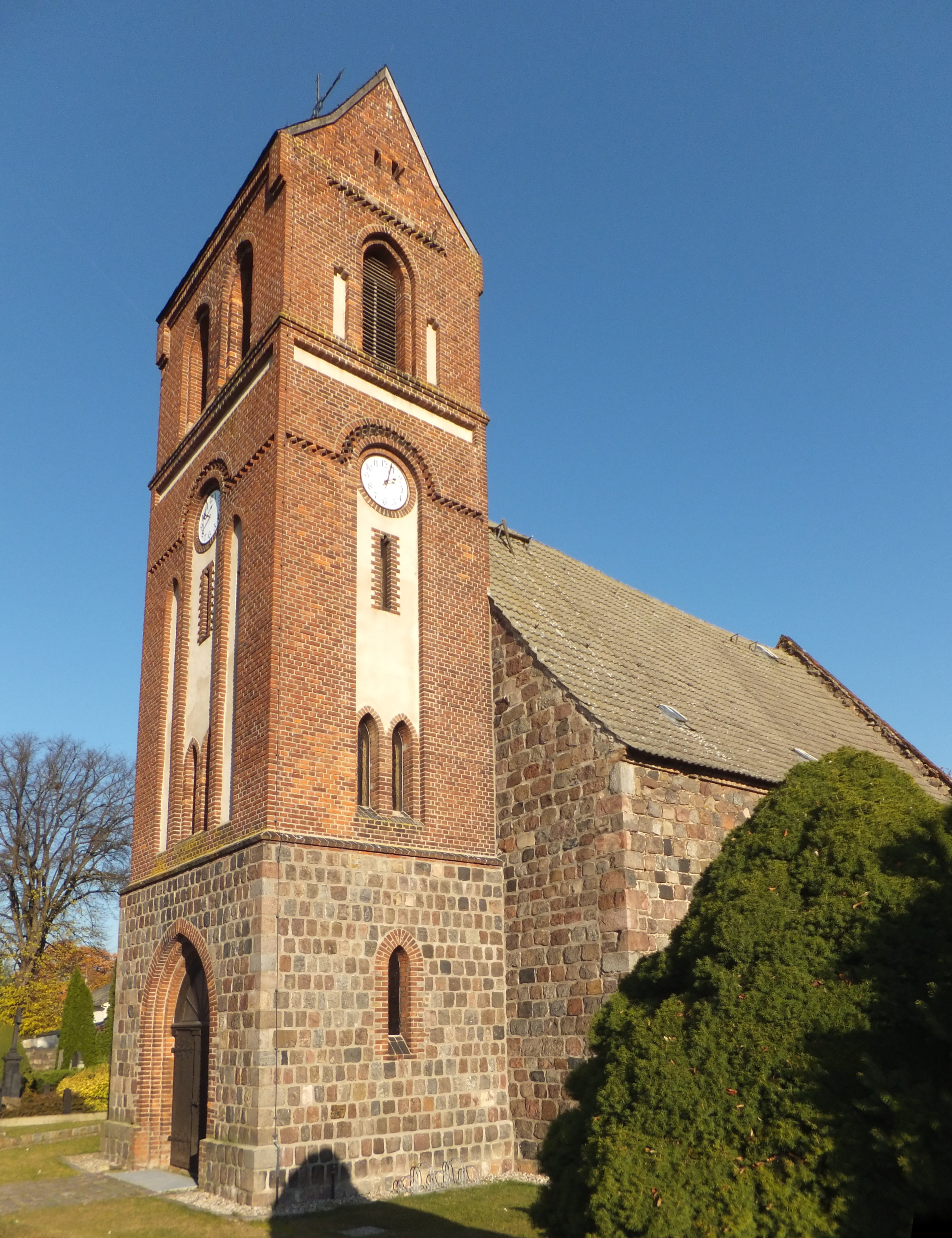
Turm

Der Westturm besteht aus unverputzten Backsteinen auf einem Feldsteinsockel. Er ist mit einem quer zur Gebäudeachse angeordneten Satteldach abgeschlossen, auf dem sich ein großes Turmkreuz erhebt. Glocken und eine in Funktion befindliche elektrisch angetriebene Kirchturmuhr sind ebenfalls vorhanden.

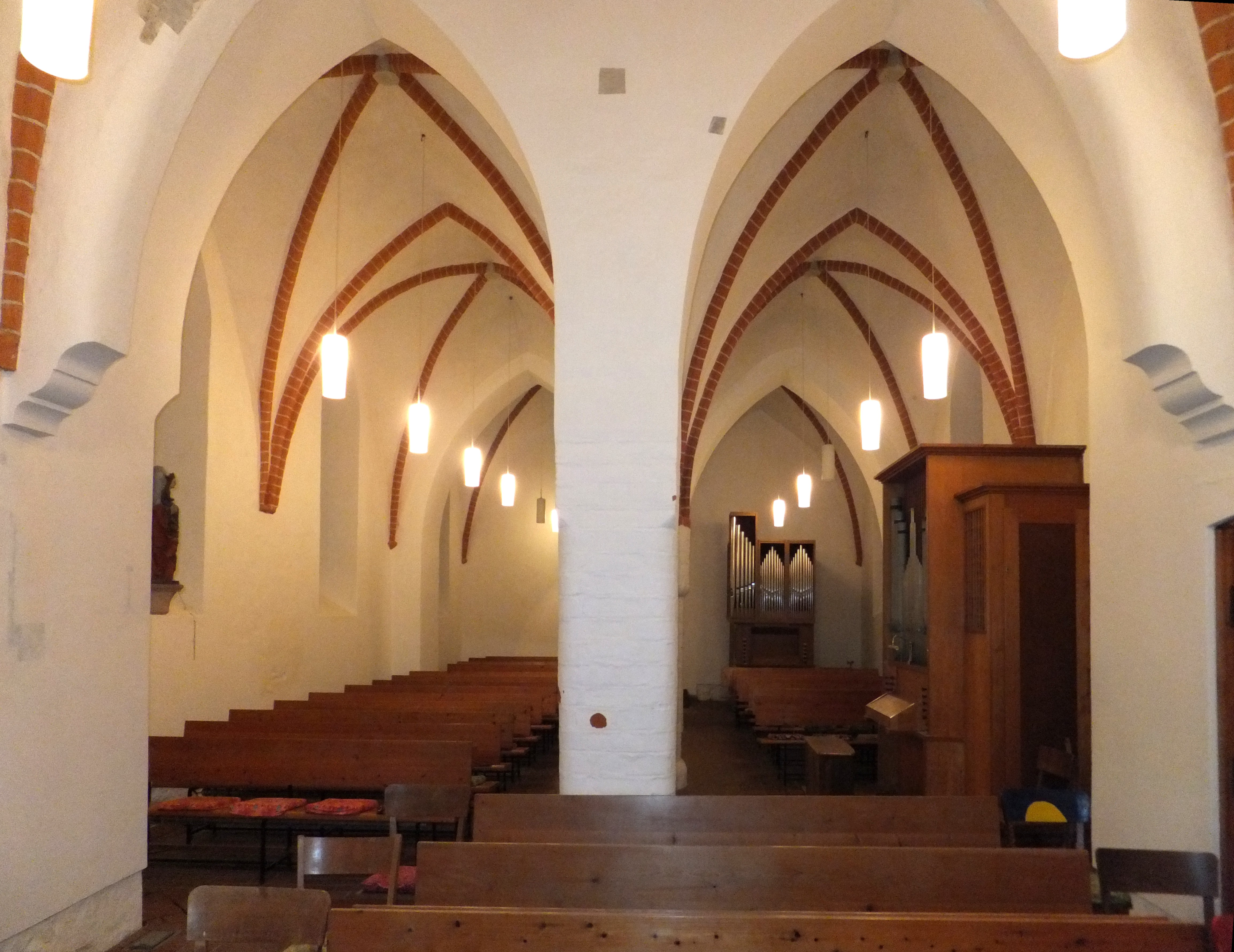
Kirchenschiffe

Die beiden Kirchenschiffe besitzen seit den Erweiterungsbauten eine gotische Einwölbung. Vier quadratische Kreuzrippengewölbe ruhen auf eckigen leicht abgerundeten ungeschmückten Säulen. An den Seiten erhält der Kirchenraum durch je drei Fenster Tageslicht. Der eingezogene quadratische Chor enthält den Altarbereich, der über zwei seitliche Spitzbogenfenster belichtet wird. Neben dem Altarraum befindet sich eine spätgotische Sakramentsnische. Auf der Nordseite des Chores gibt es eine Priesterpforte, die aus der ersten Bauzeit stammt. Nach Umbauten sind im Mauerwerk das Südportal im Langhaus sowie die ursprünglich größeren Fenster noch erkennbar.

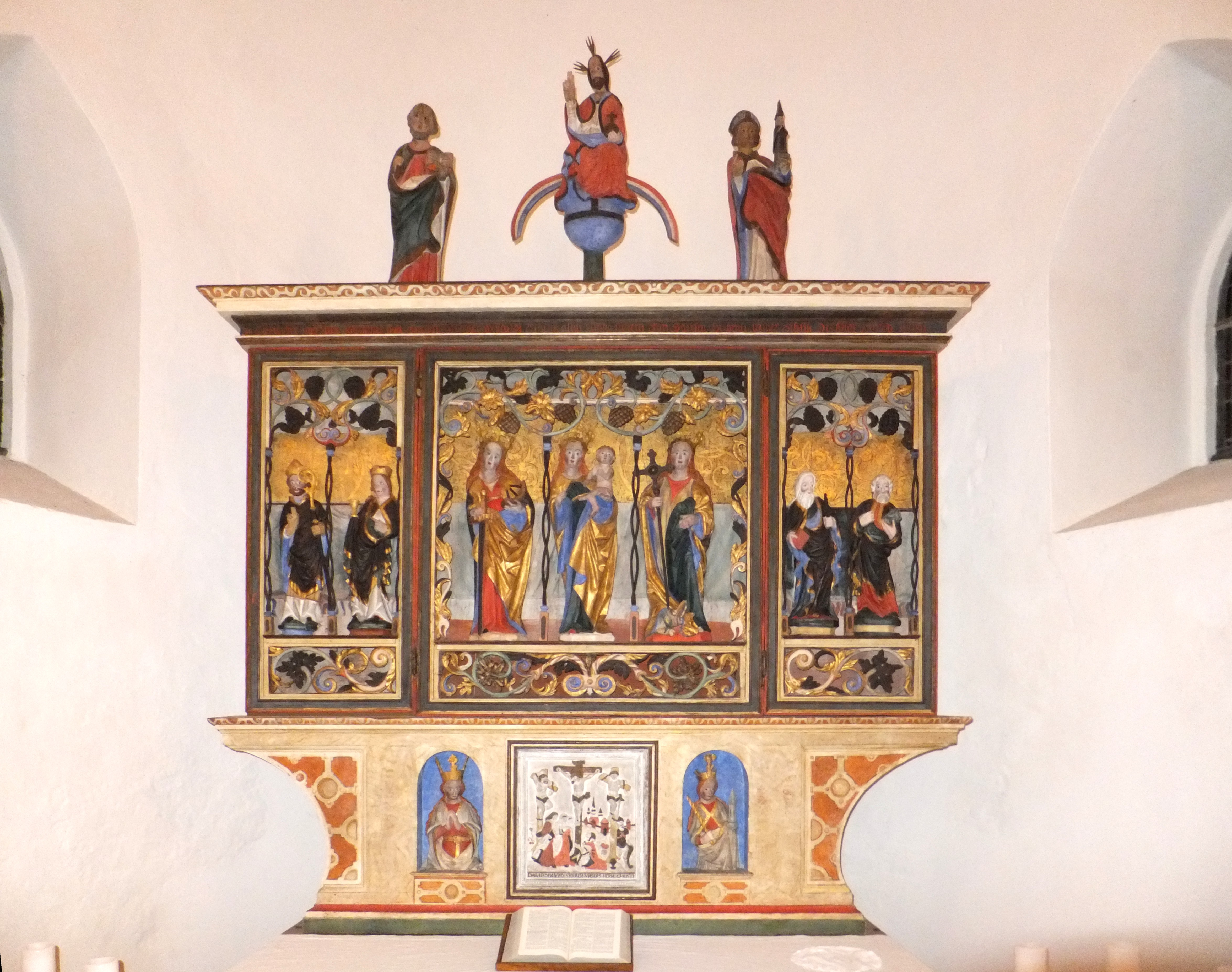
Altar

Der Flügelaltar wurde vermutlich aus zwei anderen Altären zusammengefügt. Sein Aufsatz besteht aus einem mittleren Teil mit der Darstellung der Maria mit dem Jesuskind, flankiert von den Heiligenfiguren Katharina und Margarete. Die Flügel stellen vier Heilige dar. Die Predella enthält neben dem um 1550 eingefügten zentralen Gipsrelief mit der Kreuzigungsszene zwei weibliche Büsten. Auf der Rückseite des Altars befinden sich die plastisch gearbeiteten Evangelisten Markus mit einem Löwen und Lukas mit Stier.
Nach einer Begutachtung durch das Brandenburgische Denkmalamt konnte der Altar in den Jahren 2011/2012 von einer Holzspezialwerkstatt teilweise vor Ort fachgerecht aufgearbeitet werden. Die Farben wurden dem historischen Zustand entsprechend erneuert. Dabei entdeckten die Restauratoren drei Sprüche in hebräischer Sprache auf seiner Rückseite. Es wird daher vermutet, dass die Kirche in früheren Jahrhunderten auch von Juden genutzt wurde. Die Kosten der Altarrenovierung betrugen rund 35.000 Euro, die aus verschiedenen Quellen stammten. Am 9. September 2012 wurde der neue alte Altar wieder eingeweiht.
Erwähnenswert ist auch ein Epitaph, das sich nur schwer entziffern lässt. Auf alle Fälle finden sich die Namen „Johannes Henrici … 50 Jahr“ und „Anna Helb …“ darauf.
Die reparierte Jehmlich-Orgel konnte nur notdürftig spielbereit gehalten werden. Deshalb hat der Gemeindekirchenrat aus einer Kirche aus Berlin-Weißensee, die aufgegeben werden musste, eine gebrauchte Orgel angekauft. Das Instrument erhielt auf der Ostseite des Kirchenraumes seinen Platz, die Orgelweihe erfolgte im Jahr 2014. Die vorherige Orgel aus Schwanebeck konnte dagegen nach Wegendorf verkauft werden und wurde dort nach Reparaturen unter fachkundiger Anleitung eines Orgelbauers am 10. Juli 2016 neu eingeweiht.
Insgesamt acht Kirchenfenster konnten in den Jahren 2004/2005 denkmalgerecht saniert werden.
Seit mehreren Jahren organisiert der Förderverein Konzerte in der Kirche, die auch von Nicht-Schwanebeckern zunehmend besucht werden. Darüber hinaus unterhält die Kirchengemeinde einen Posaunenchor.
Zudem fertigte der Förderverein ein Modell der Kirche im Maßstab 1:100 an, das anlässlich der 750-Jahr-Feier des Ortes erstmals ausgestellt wurde.

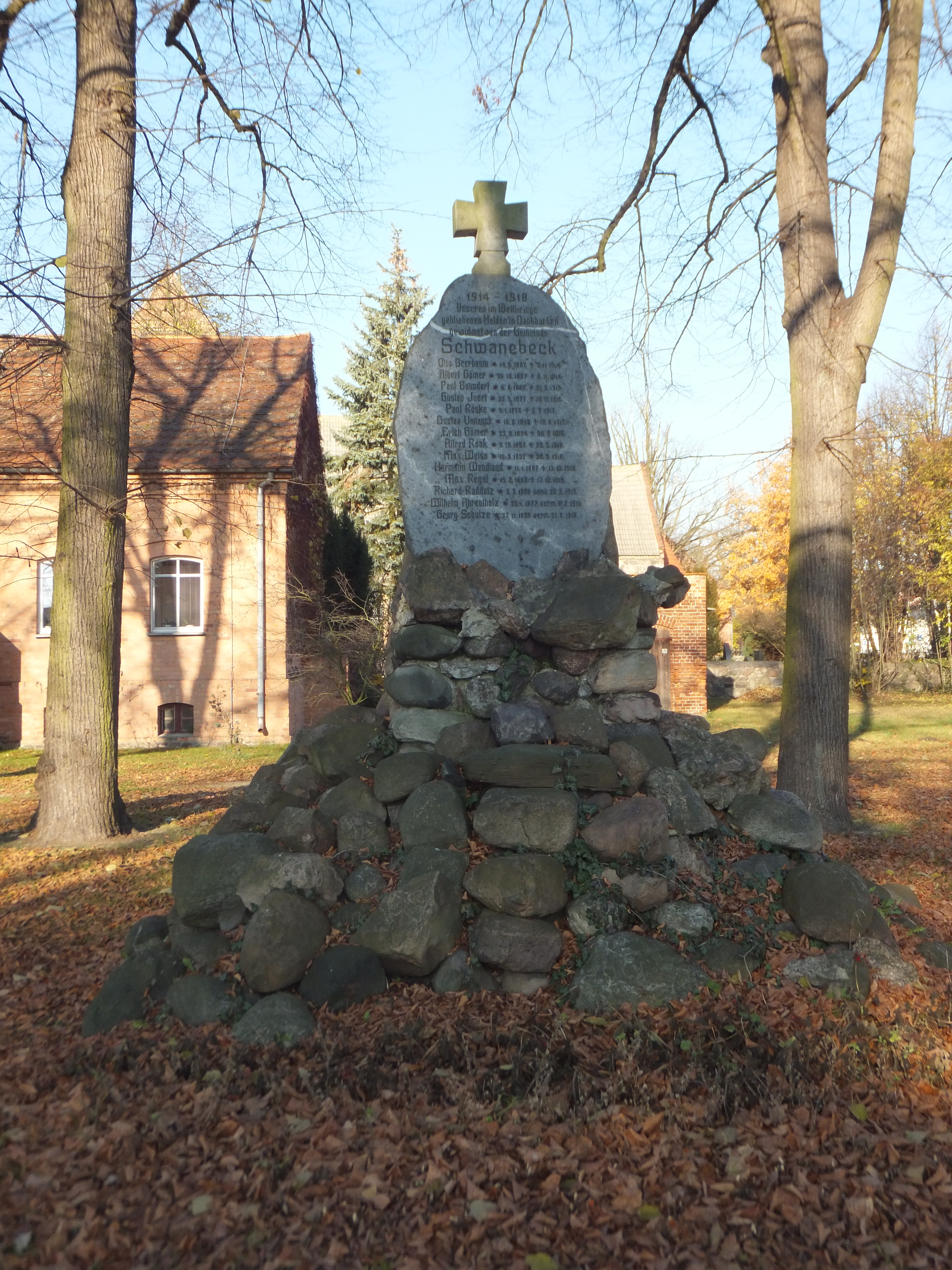
Kriegerdenkmal

Auf der Südseite neben dem Friedhof befindet sich ein Kriegerdenkmal und auf der Nordseite das Grabmal eines der ersten Ortschronisten, des Kantors und Dorfschullehrers Gottlieb Tuchnitz und seiner Frau.

## Partnerschaft
Die Schwanebecker Kirchengemeinde hatte in den 1950er Jahren erste Kontakte mit der evangelisch-lutherischen Gemeinde der Marienkirche Wallenbrück in Westfalen, weil die Westkirchen zu solcherart Begegnungen aufgefordert worden waren. Das war jedoch nicht von Dauer. In den 1980ern entstand aus diesem frühen Kontakt eine neue Partnerschaft, zuerst über die in beiden Kirchengemeinden vorhandenen Posaunenchöre. Nach und nach entwickelten sich daraus weitere Kontakte der Verwaltungen und sogar persönliche Beziehungen. Beide Kirchenräte besiegelten die Partnerschaft in den 1990er Jahren mit einem ‚ordentlichen‘ Vertrag.